# Rheumaptera veternata
Rheumaptera veternata är en fjärilsart som beskrevs av Hugo Theodor Christoph 1880. Rheumaptera veternata ingår i släktet Rheumaptera och familjen mätare. Inga underarter finns listade.